# Pseudolachnum lateritium
Pseudolachnum lateritium — вид грибів, що належить до монотипового роду Pseudolachnum.